# دیوید کلارک (بازیکن فوتبال المپیک)
دیوید کلارک (انگلیسی: David Clarke؛ زادهٔ ۱۱ سپتامبر ۱۹۷۰) بازیکن فوتبال اهل بریتانیا است.
وی همچنین در تیم ملی فوتبال England بازی کرده‌است.